# كينيث تسانج
كينيث تسانج (بالصينية: 曾江) (2 سبتمبر 1935، شانغهاي - 27 أبريل 2022، هونغ كونغ) هو ممثل صيني من هونغ كونغ.

## أعمال

### أفلام
- (1986) غد أفضل
- (2001) ساعة الذروة 2[8]
- (2002) مت في يوم آخر[9][10][11]
- (2005) مذكرات فتاة الغيشا[12]

## وصلات خارجية
- كينيث تسانج على موقع IMDb (الإنجليزية)
- كينيث تسانج على موقع قاعدة بيانات الأفلام العربية
- كينيث تسانج على موقع ألو سيني (الفرنسية)
- كينيث تسانج على موقع أول موفي (الإنجليزية)
- كينيث تسانج على موقع قاعدة بيانات الأفلام السويدية (السويدية)
- كينيث تسانج على موقع إن إن دي بي (الإنجليزية)
- كينيث تسانج على موقع قاعدة بيانات الفيلم (الإنجليزية)
- كينيث تسانج على موقع كينوبويسك (الروسية)